# 3 Mustaphas 3
I 3 Mustaphas 3 sono un gruppo musicale britannico di genere world music formato nel 1982 ed attivo fino all'inizio degli anni 90, con brevi apparizioni nel 1997 e nel 2001; ufficialmente non si è mai sciolto. Nei loro lavori si sentono influenze musicale le più varie, dal folk, rock, country alle musiche etniche provenienti da tutto il mondo (arabe, est europee, indiane), unite da una forte dose di umorismo. Sono stati tra i primi gruppi a sperimentare la fusione di culture musicali diverse tra loro.
I componenti fondatori del gruppo sono stati Lu Edmonds (con lo pseudonimo di Uncle Patrel Mustapha bin Mustapha ed in precedenza con i Damned), Ben Mandelson (Hijaz Mustapha), Salah Dawson Miller (Isfa'ani Mustapha), Ray Cooper (Oussack Mustapha), Tim Fienburgh (Niaveti III) e Nigel Watson (Houzam Mustapha). Nel 1987 entra nel gruppo Colin Bass (Sabah Habas Mustapha) e Kim Burton (Kemo "Kem Kem" Mustapha), hanno collaborato inoltre col gruppo molti altri artisti.
Il gruppo ironicamente si presenta come originario della città di Szegerely nei Balcani dove avrebbe suonato in un club locale.
Tra i loro brani più famosi Awara Hoon usata come sigla in una trasmissione di Radio Popolare.

## Discografia[2]

### Album
- 1985: Orchestra BAM de Grand Mustapha International and (Jolly) Party
- 1986: From the Balkans to Your Heart: The Radio Years
- 1987: Shopping
- 1988: Trouble Fezz meets 3 Mustaphas 3
- 1989: Heart of Uncle
- 1990: Soup of the Century
- 1991: Friends, Fiends & Fronds
- 1997: Bam: Big Mustaphas Play Stereolocalmusic
- 2001: Play Musty for Me

## Singoli e EP
- 1985: Bam! Mustaphas Play Stereo